# Альдо Коста
Альдо Коста (італ. Aldo Costa) — італійський автомобільний інженер.

## Біографія

### Перші кроки
Народився 5 червня 1961, в Пармі. Після закінчення школи, продовжив навчання в Болонському університеті, у галузі машинобудування. Закінчив університет в 1987 році. Тоді ж почав працювати головним інженером-дизайнером ралійних автомобілів у компанії Abarth.

### Формула-1
1988 року перебрався у Формулу 1, в команду Minardi. До 1989 року обіймав посаду головного інженера-дизайнера.
У 1995 році перейшов до Ferrari. Спочатку Альдо займався створенням прототипів GT для серії Le Mans з Ferrari F50. У 1996 році став керівником відділу планування Ferrari. З 1998 також був правою рукою Рорі Бірна, і брав участь у створенні гоночних болідів Формули-1.

### Головний конструктор
З 2004 року, після відходу із поста Рорі Бірна, став головним конструктором. У 2008 році обійняв посаду технічного директора, а на його місце повернувся в команду Ніколас Томбазіс. До травня 2011 року був технічним директором команди Ferrari у Формулі-1. Звільнений з даного поста після невдалих виступів команди на початку сезону. Йому був запропонований пост у відділенні дорожніх машин, проте 50-річний фахівець в сформованій ситуації вирішив не продовжувати відносини з компанією з Маранелло.

### Mercedes-Benz
У липні 2011 року Альдо Коста вирішив покинути компанію Ferrari. Компанія Mercedes-Benz, котра повернулася у 2010 році до Ф-1, всіляко нарощує свою силу, тож у такій ситуації було запропоновано Альдо перейти у команду Mercedes F1 на пост головного конструктора-дизайнера.